# Efferia hubbelli
Efferia hubbelli este o specie de muște din genul Efferia, familia Asilidae. A fost descrisă pentru prima dată de James în anul 1953.
Este endemică în Honduras. Conform Catalogue of Life specia Efferia hubbelli nu are subspecii cunoscute.